# Musée de Nabeul
Le musée de Nabeul (arabe : متحف نابل), inauguré en 1984, est un musée archéologique tunisien situé dans la ville de Nabeul, dont le but est de rassembler quelques-uns des objets découverts lors des fouilles ayant eu lieu sur divers sites du cap Bon.
Les collections proviennent, pour la plupart, du site antique de Néapolis mais des pièces appartenant à d'autres sites archéologiques du cap Bon se trouvent également dans le musée. Les pièces antérieures à la période romaine comprennent, outre des céramiques et des amulettes de style égyptien issus de Kerkouane, des statues en terre cuite provenant du sanctuaire néo-punique de Thinissut. Les collections romaines sont illustrées par de nombreuses mosaïques trouvées à Néapolis. Dans les dernières années, le contenu du musée s'est enrichi par l'acquisition de trois mosaïques de Kélibia ainsi que par l'ouverture d'une salle consacrée à la fouille d'une fabrique de salaison de poissons.